# Елеватор (хірургічний інструмент)

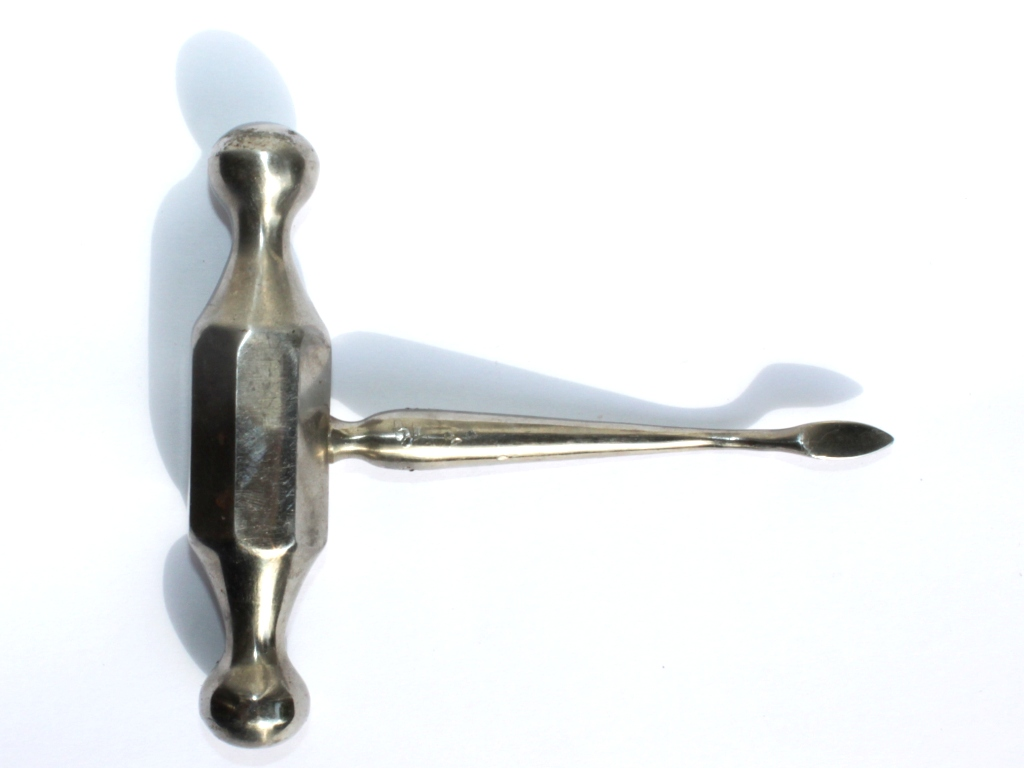
Елеватор Леклюза

Елеватор (лат. elevator — «підіймач») — інструмент, що використовуються в щелепно-лицевої хірургії та стоматології для видалення зубів і зубних коренів, підважування зубів з їхніх зубних лунок, видалення кісткових фрагментів.
Виличний елеватор — інструмент для підважування або зміни положення виличної кістки і/або дуги.

## Опис
Елеватор складається з масивної ручки, з'єднувального стержня і вужчої загостреної жолобчастої робочої частини — щічки. Найбільш поширені елеватори прямий, кутовий і багнетоподібний, хоча є елеватори та інших конструкцій.
За типом конструкції виділяють:
- елеватор прямий має опуклу, на кінці закруглену ручку, вужчий з'єднувальний стержень і жолобчасту з одного боку і опуклу з іншого щічку. Всі три частини розташовані на одній прямій лінії.
- елеватор багнетоподібний (також елеватор Леклюза) в конструкції своїх частин (щічки, стрижня) схожий на прямий елеватор, але ручка елеватора розташована перпендикулярно стрижню.
- елеватор кутовий (також елеватор бічний) схожий на прямий елеватором, але робоча частина (щічка) вигнута по ребру і розташована під кутом 120° до поздовжньої осі. У кутового еленватора кути лопатки відходять від триноги праворуч або ліворуч.
- а також: распатор — плоска сталева лопатка для відокремлення окістя, гвинтовий елеватор — зубний інструмент з гвинтовою нарізкою для вкручування в канал кореня і наступного його витдалення, зазвичай верхівкової третини, елеватор з подвійним вигином.

## Використання
Функції різних типів елеваторів дещо відрізняються. Прямий елеватор призначений для екстракції коренів однокореневих зубів або роз'єднаних коренів багатокореневих зубів верхньої щелепи, а також екстракції зубів, що знаходяться поза зубною дугою і, рідше, — нижньощелепного великого кутнього зуба.
Кутовий елеватор призначений для видалення коренів зубів нижньої щелепи. Призначений для видалення кутнього зуба.